# Suntribe
Suntribe fue un grupo femenino que representó a Estonia en el Festival de la Canción de Eurovisión 2005. El grupo se disolvió al poco tiempo de acabar el festival.
El grupo estaba formado completamente por estudiantes, originalmente eran cuatro: Laura Põldvere, Mari-Leen Kaselaan, Rebecca Kontus y Jaanika Vilipo, pero, al poco tiempo, se añadió Daana Ots. El grupo ganó el Eurolaul 2005 y consiguió representar a Estonia en el Festival de la Canción de Eurovisión 2005. Curiosamente, Laura Põldvere, una de las componentes del grupo quedó en segunda posición con una canción en solitario llamada Moonwalk. El grupo recibió 10583 votos con lo que consiguieron ser las más votadas, con su canción Let's get loud. El grupo actuó en la semifinal del Festival de la Canción de Eurovisión 2005, sin conseguir su pase a la final. 